# آيفون 3 جي
آيفون ثري جي (بالإنجليزية: iPhone 3G)‏ ويعرف أيضًا بأيفون 2 من تصميم وتطوير وتسويق أبل، وهو الجيل الثاني من أجهزة آيفون ليخلِف جهاز آيفون (الجيل الأول). تم الإعلان عنه لأول مرة بمؤتمر أبل العالمي للمطورين للعام 2008 والذي عقد بتاريخ 9 يونيو 2009 في مركز موسكون، مدينة سان فرانسيسكو الأمريكية.
شابه آيفون ثري جي خصائص سابقه على مستوى العتاد، مع بعض الميزات الجديدة مثل إضافة دعم نظام التموضع العالمي (GPS) والجيل الثالث من شبكات الاتصالات ومنها تكنولوجيا الـ UMTS وHSPDA. أما على مستوى البرمجيات فقد زود بالجيل الثاني من نظام تشغيل آيفون أو إس التي وفرت لأول مرة على أجهزة آيفون دعم مثل تطبيق البريد الإلكتروني الداعم للإشعارات، وتطبيقًا للخرائط الذي وفر مميزات التوجيه، مع إضافة متجر التطبيقات الآب ستور، منصة أبل الجديدة وقتها لتطبيقات الطرف الثالث.

## الخصائص
- نظام التشغيل: آي أو إس
- الوزن: 133 غ (4.7 أونصة)
- المعالج: 412 ميجا هرتز
- الذاكرة: 128 ميجابايت

## وصلات خارجية
- الموقع الإلكتروني